# Китайская республика (1912—1949)
Китайская республика — государство в Восточной Азии, которое существовало с 1912 по 1949 годы. Оно включало современные территории континентального Китая и некоторые исторические, в том числе Монголию (1919—1921) и остров Тайвань (1945—1949). Республике предшествовала последняя китайская императорская династия Цин. 
После Гражданской войны 1945—1949 годов сторонники правившего в Китае Гоминьдана были вынуждены отступить на Тайвань, политическое устройство которого до сих пор сохраняет преемственность от Китайской Республики, в то время как на материковой части страны Коммунистическая партия провозгласила Китайскую Народную Республику.

## История
В 1905 году Сунь Ятсен основал в Японии новую революционную организацию «Тунмэнхой» («Объединенный союз»), объединив множество революционных групп по всей стране. Программой Тунмэнхой стало свержение цинского правительства, восстановление суверенитета китайской нации и создание буржуазно-демократической республики. Свои идеи Сунь Ятсен отразил в «трёх народных принципах»: восстановление суверенитета нации, народовластие и народное благосостояние. Несмотря на то, что многочисленные восстания в первые годы XX века, организованные сподвижниками движения, терпели поражение, закат династии Цин неумолимо приближался. Во многом это было связано с тем, что революционные идеи стали проникать в сознание императорской армии.
10 октября 1911 года революционная организация «Вэньсюехой» и «Гунцзинхой» в Хубэе после ожесточенного боя успешно захватила город Учан, положив таким образом начало китайской революции. Мятежники создали военное правительство в провинции и объявили о создании республики. Этот успех вызвал революционный подъём по всей стране, против цинской власти поднимались все новые и новые провинции. За семь недель больше десяти провинций объявили о своей независимости. В декабре 1911 года доктор Сунь Ятсен при помощи революционеров из Нанкина объявил о создании временного правительства Китайской Республики, а сам «за огромный вклад в дело революции и высокий авторитет» вступил на должность временного президента. 1911 год по лунному календарю был Синьхай （xinhai， 辛亥）, поэтому революция получила название Синьхайской.
Спустя несколько месяцев, 12 февраля 1912 года малолетний император Пу И, подчиняясь «воле провидения и народа», отрекся от престола. Вскоре после этого иностранные государства признали новую власть, Сунь Ятсен вышел в отставку и рекомендовал на пост президента Юань Шикая, цинского генерала.
Сунь Ятсен недолго находился на посту президента республики. Его партия, которую возглавлял Сун Цзяожень, победила на парламентских выборах, которые проходили в декабре 1912 года. Однако армия во главе с Юань Шикаем удержала контроль над национальным правительством в Пекине. После смерти Юаня в 1916 году, местные военные лидеры или военачальники, заявили об автономии (т.н. эра милитаристов).
В 1925 Гоминьдан начал создавать коалиционное правинтельство на юге в городе Гуанчжоу. Экономика севера, которая поддерживала авантюры военачальников, разрушилась в 1927—1928 годах. Генерал Чан Кайши начал военную экспедицию на Север с целью свергнуть центральное правительство в Пекине. Правительство было сброшено в 1928 году и Чан Кайши установил национальное правительство в Нанкине. Позже он ограничил связи с коммунистами и исключил их из Гоминьдана.
Помимо промышленных новшеств и модернизации, были конфликты между национальным правительством в Нанкине, Коммунистической партией Китая, оставшимися военными баронами и Японской империей. Национальное правительство начало побеждать, когда в 1937 году началась Японо-китайская война (1937—1945). Националистические силы оттеснили японцев в провинции Юньнань в мае-июне 1944 года, но другие военные результаты не были впечатляющими. Сразу после капитуляции Японии в 1945 году ни Гоминьдан, ни КПК не были способны установить контроль над всей территорией Китая. Хотя Гоминьдан имел в распоряжении более крупные, чем у компартии, военные силы, но они были сосредоточены на западе страны, а лучшие дивизии, вооружённые американским оружием и прошедшие подготовку у американских инструкторов, находились вообще в Индии и Бирме. В этих условиях Чан Кайши взял под командование войска бывшего марионеточного правительства Ван Цзинвэя численностью 750 тысяч человек и поручил им охрану городов и коммуникаций, оставляемых японцами. Позднее холодная война между США и СССР привела к возобновлению боевых действий между Гоминьданом и коммунистами.
В 1947 году Конституция Китайской Республики заменила органический закон 1928 года в качестве основного закона страны. В 1949 году после съезда победившей коммунистической партии столица Китая вновь была перенесена в Пекин, где 1 октября Мао Цзэдун на площади Тяньаньмэнь провозгласил о создании Китайской Народной Республики, свергнув националистов на материке, многие из которых отступили на Тайвань. Под контролем Китайской Республики остаются острова Тайвань, Пэнху, Цзиньмэнь, Мацзу и другие небольшие прилегающие острова.
Несмотря на фактическую юрисдикцию только над этой территорией, до 1970-х годов Китайская Республика признавалась большинством государств и международных организаций как законная власть всего Китая; так, до 1971 года её представитель занимал место Китая в ООН.

## Географическое положение
Китайская Республика находилась в Восточной Азии. С востока омывалась она водами западных морей Тихого океана. На северо-востоке Китай граничил с Кореей и СССР, на севере — с СССР, на северо-западе — с СССР и Афганистаном, на юго-западе — с Индией, Непалом и Бутаном, на юге — с Французским Индокитаем. Заявленная площадь территории Китая составляла 11,1 млн км². Китай являлся второй по площади страной в Азии (после СССР).
В стране было 5 часовых поясов, в отличие от современного Китая.

## Правительство
Первое китайское национальное правительство было создано 1 января 1912, в Нанкине, с Сунь Ятсеном как временным президентом. Из провинций были отправлены делегаты для подтверждения полномочий национального правительства, а также позже из них был образован первый парламент. Власть этого правительства была лимитирована и не продолжалась, потому что генералы контролировали центральные и северные провинции Китая. Фактически это правительство приняло акты при отречении династии Цин и некоторые экономические инициативы. Полномочия парламента были номинальными; нарушения Конституции Юанем были встречены нерешительными выступлениями, а членам правительства от Гоминьдана было предложено по 1000 фунтов, чтобы те покинули ряды партии. Юань поддерживал власть на местах путем направления военных генералов, которые становились губернаторами провинций, или путем получения верности от тех, кто уже был при власти.
После смерти Юаня в 1916 году был созван парламент для придания легитимности новому правительству. Однако, реальная власть находилась в руках военных начальников, что образовало так называемый период милитаризма. Но бессильное правительство все ещё оставалось при власти; после начала Первой мировой войны, некоторые Западные страны и Япония заставляли Китай провозгласить войну Германии, для того чтобы ликвидировать немецкие корпорации.
Существовало также несколько милитаристских правительств марионеточных государств с таким названием.
Правительство Республики Китай было создано на основе Конституции РК и Трёх народных принципов (кит. трад. 三民主義, упр. сань минь чжуи), которые декларировали «[РК] должна быть демократической народной республикой, которой руководили бы люди ради людей».
В феврале 1928, на четвёртой пленарной сессии 2-го национального конгресса Гоминьдана который проходил в Нанкине был выдан Акт о Реорганизации Националистического правительства. Этот закон предусматривал, что националистическое правительство будет направлять и регулируется центральный исполнительный комитет Гоминьдана, с выбором Комитета националистического правительства центральным комитетом Гоминьдана. Националистическое правительство имело семь министерств — внутренних дел, иностранных дел, финансов, транспорта, юстиции, сельского хозяйства и горнорудной промышленности, торговли, а также такие учреждения, как Верховный суд, Управление Юанями и Генеральную академию.
С принятием Органического закона Националистическое правительство было реорганизовано, и он стал состоять из пяти ветвей или Юаней, которые имели названия Исполнительный Юань, Законодательный Юань, Судебный Юань, Экзаменационный Юань, а также Юань Управления. Председатель правительства был также главой государства и главнокомандующим Национальной революционной армии. Чан Кайши стал первым главой националистического правительства, на посту он находился до 1931 года. Органический закон также предусматривал, что Гоминьдан, через Национальный конгресс и центральный исполнительный комитет, будет осуществлять верховную власть в период политической опеки, а также политический совет Гоминьдана направлять и присматривать за националистическим правительством в выполнении важных государственных дел, кроме того, совет имеет право толковать или вносить изменения в органический закон.
Вскоре после Второй китайско-японской войны, было созвано конституционное собрание в Нанкине в мае 1946 года. На фоне жарких дебатов, эта конвенция содержала много требований от нескольких партий, в том числе Гоминьдана и Коммунистической партии, к Конституции. Конституция была провозглашена 25 декабря 1946 года, а вступила в силу она 25 декабря 1947. Согласно ей, центральное правительство было разделено на Президента и пять Юаней, которые отвечали за одну силу в парламенте. Никто не несет ответственность перед другой стороной помимо определённых обязательств, например президент назначает руководителя Исполнительного Юаня. В конечном счете президент и Юани отчитывались на Национальных Сборах, которые представляли волю граждан.
Первые выборы в национальное собрание состоялись в январе 1948 года, а первый созыв собраний состоялся в марте 1948. На них избрали президента республики 21 марта 1948, формально прекратив правление Гоминьдана, которое началось в 1928, потому что президентом был член Гоминьдана. Эти выборы, хотя и получили высокую оценку, по крайней мере, от одного наблюдателя из США, были плохо восприняты коммунистической партией, которая вскоре начала открытое, вооруженное восстание.

## Административное деление

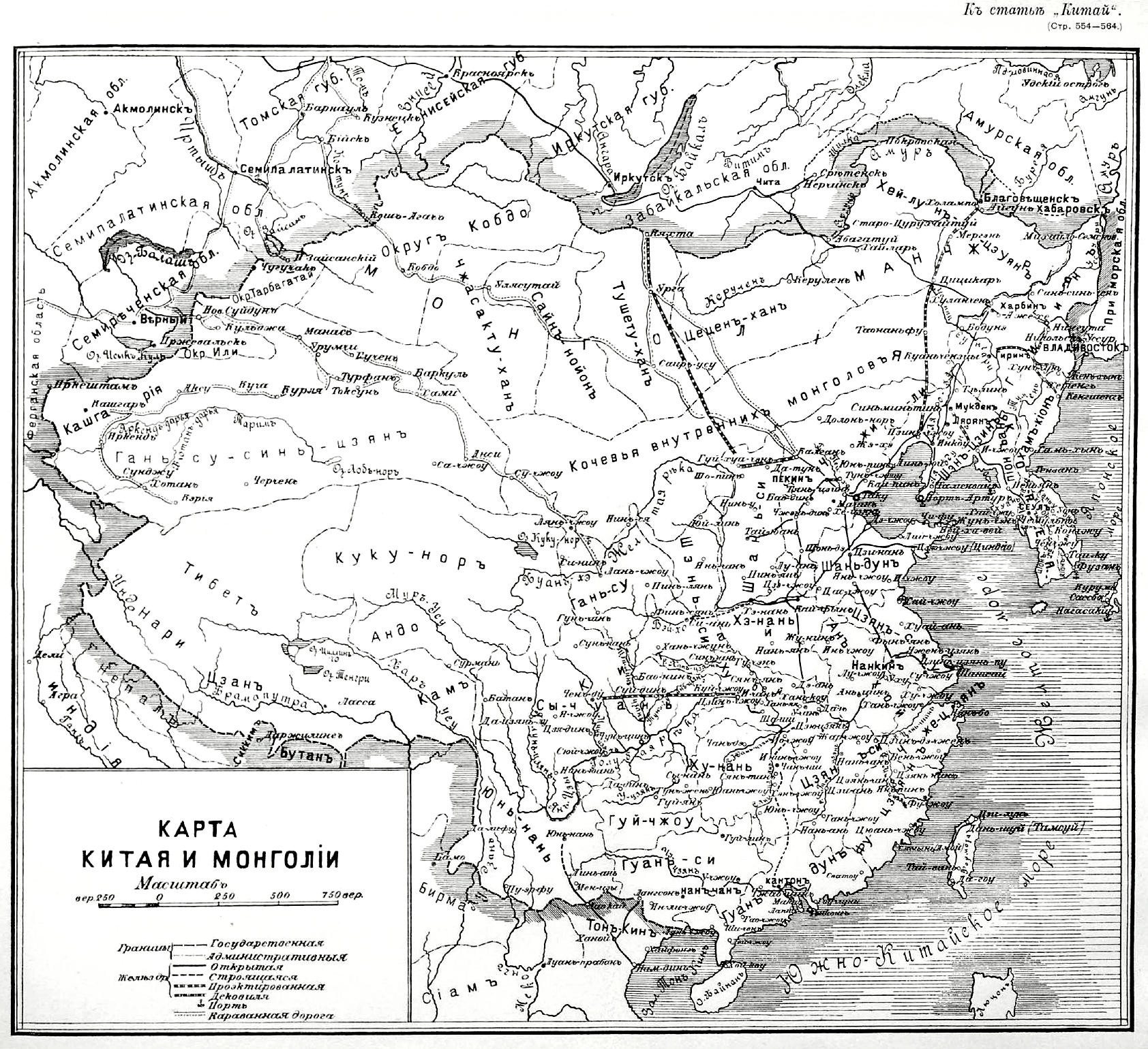
Административное деление Китайской Республики

Китайская республика использовала большинство тех же административных подразделений, что и династия Цин, но разделила Внутреннюю Монголию на четыре провинции и создала несколько муниципалитетов под руководством Исполнительной власти юаня. После окончания Второй мировой войны в 1945 году в Маньчжурии был преобразован в Китайскую республику в девяти провинциях. Тайвань и Пескадоры были также приобретены Китайской Республикой и организованы в провинцию Тайвань после ретроцессии указанных территорий. К этому времени подразделения высшего уровня состояли из 35 провинций, 12 муниципалитетов, контролируемых юанями, одного специального административного района и двух регионов (Монголия и Тибет). После снятия центрального правительства из материкового Китая во время китайской гражданской войны и последующий перевод на Тайвань в 1949 году, под юрисдикцией Китайской Республики остались только Тайвань, Пескадорские острова, Хайнань и несколько прибрежных островов в провинциях Фуцзянь и Чжэцзян. Хайнань был занят коммунистами в мае 1950 года, Чжэцзян — в 1955 году. Остальная территория в Конституции называется «свободной зоной Китайской Республики». В большинстве обычных законодательных актов вместо «свободной зоны» используется термин «район Тайваня», в то время как материковый Китай именуется «материковой зоной».

## Внешние ссылки
- Китай // Большая советская энциклопедия. Т. 32: Каучук — Классон / Гл. ред. О. Ю. Шмидт. — Изд. 1-е. — М.: Советская энциклопедия, 1936. — С. 455-734.